# هيكتور إيتشاغو
هيكتور إيتشاغو (بالإسبانية: Héctor Echagüe)‏ هو لاعب كرة قدم أرجنتيني في مركز الوسط، ولد في 24 يناير 1988 في كورينتس في الأرجنتين. لعب مع إنديبندينتي.

## وصلات خارجية
- هيكتور إيتشاغو على موقع قاعدة بيانات كرة القدم.إي يو (الإنجليزية)
- هيكتور إيتشاغو على موقع Soccerway.com (الإنجليزية)